# Total Annihilation
Total Annihilation è un videogioco strategico in tempo reale pubblicato dalla Cavedog nel 1997.
Grafica dettagliata, abbondanza di edifici e unità nonché scenari variegati e missioni che bilanciavano azioni individuali e attacchi di massa costituirono i punti di forza del titolo, che raccolse numerosi premi fra il 1997 e il 1998. Nel febbraio 2004 ha guadagnato il primo posto nella top 10 di GameSpy per gli RTS.

## Trama
Due fazioni si scontrano oramai da quattrocento anni in una guerra che ha prosciugato le risorse della galassia e dei pianeti: i Core e gli Arm.
I primi, un tempo pacifici governatori della Galassia, sono i fautori di un progetto che prevede il trasferimento della coscienza dal corpo biologico a un corpo robotico. La maggior parte di essi si è sottoposta a questo trattamento ed ora i Core sono guidati da un potentissimo mainframe, chiamato "Central Consciousness" dislocato sul loro pianeta madre. Gli Arm sono invece tutti coloro che non hanno voluto sottoporsi a tale processo perché eticamente ingiusto e moralmente discutibile. Da questa divergenza nacquero tensioni fra le due fazioni e i Core spinsero per una accelerazione del processo in quanto "essenziale per la sicurezza dei cittadini e della stabilità galattica". Gli Arm non cedettero e la rivolta esplose in tutti i pianeti conosciuti.
La guerra presto degenerò in un conflitto millenario che decimò la popolazione della galassia, lasciando soltanto i resti delle immense armate sparsi su innumerevoli mondi. L'odio non si è mai spento in questi secoli di battaglie e per entrambe le fazioni ormai ci può essere un solo modo per uscire da questo devastante conflitto, un solo modo ammissibile per concludere la guerra: la completa distruzione del nemico.
Si badi che nella versione italiana dell'intro si parla di "quattrocento anni di guerra", mentre nella versione originale si parla di "four thousand years of total war", quattromila anni.

## Modalità di gioco
Gli scenari di battaglia prevedono deserti assolati, brulli scenari lunari, floride foreste, mondi di lava e di acciaio collegati fra loro da un sistema di teletrasporto interplanetario.
Il gioco originale prevede intorno ai 25 livelli per fazione: per un raffronto, la campagna sovietica di Command & Conquer: Red Alert (1996) ne comprende 14.
In seguito vennero pubblicate numerose espansioni, ufficiali e non, e ora ci sono migliaia di livelli realmente giocabili.
Le risorse sono:
- il metallo, reperibile in giacimenti nei pianeti comuni e ovunque nei pianeti di metallo dei Core oppure dal nanodisassemblaggio di rocce o rottami di unità nemiche.
- l'energia, ottenibile dal nanodisasseblaggio degli alberi e del fogliame oppure da centrali solari, eoliche (turbine chirali), generatori a maree, centrali geotermiche, centrali a fusione nucleare.

### Comandante
Il gioco prevede la figura del Commander, un K-Bot che funge da unità di comando e controllo del campo di battaglia, trasportando uno zaino di materia-antimateria che fornisce energia nell'approvvigionare la fase di costruzione della base. Se il Commander viene danneggiato gravemente può esserci una fuoriuscita dell'antimateria contenuta nel suo zaino, cosa che porta inevitabilmente ad un'esplosione che distrugge tutte le unità nelle vicinanze e il Commander stesso.
Oltre ad avere la capacità di costruire (o meglio nanocostruire) edifici di primo livello, il Commander dispone di un'arma altamente distruttiva denominata D-gun (pistola disintegratrice), con cui può spazzar via i nemici sulla linea di fuoco. Lo scontro corpo a corpo fra due Commander porta quasi sempre alla loro completa distruzione (e a tutto ciò che sta loro intorno).
Il Commander ha la capacità di camminare sul fondo del mare, anche se in tal caso può risultare particolarmente vulnerabile agli attacchi con torpedini.
Da non sottovalutare la sua capacità di rendersi invisibile alle altre unità, seppure con un grande dispendio di energia.

### Armamenti
Ogni unità/struttura possiede fino a 3 armi diverse con uno o più punti di fuoco (come nel caso delle navi da battaglia che hanno cannoni al plasma a trinati). Gli armamenti spaziano da armi che sparano in linea retta (laser leggeri, laser pesanti, cannoni disintegratori o D-Gun; armi laser ad alta energia HELC, utilizzate da cecchini, torrette come la Doomsday Machine dei Core e l'Annihilator degli Arm); armi balistiche che si dividono in cannoni (mitragliatori al plasma, cannoni al plasma, cannoni al plasma a lunga gittata) e missili (razzi, missili guidati, razzi a decollo verticale, missili a decollo verticale, missili balistici). La fazione Arm predilige l'uso di armi balistiche come cannoni al plasma sui laser (impiegati praticamente solo nelle torrette) e mitragliatori, mentre la fazione Core predilige l'uso di laser.
Di seguito sono riportate le descrizioni delle sole unità militari dell'Arm, in quanto quelle del Core sono quasi tutte equivalenti (in caso contrario viene comunque specificato).

#### K-Bot di 1º livello
- Peewee - fanteria mobile leggera dotata di due mitragliatrici, spesso utilizzata più come carne da cannone, in grandi quantità sa essere fastidioso; data l'estrema facilità di produzione di cui il Peewee dispone, è adatto anche ad essere utilizzato come unità "sacrificabile", per esempio per sgombrare un campo minato passandoci direttamente sopra. Unità Core equivalente: A.K., più debole del Peewee ma efficace in sciami.
- Rocko - unità lanciarazzi discretamente potente e spesso utilizzata come supporto dalla seconda linea, se utilizzato in movimento può tenere a bada anche i carri armati. Ha limitate capacità antiaeree e una cadenza di fuoco non velocissima. Unità Core equivalente: Storm.
- Hammer - artiglieria mobile leggera. Seppur poco manovrabile e non molto veloce, questo k-bot è dotato di buone capacità offensive. Contro unità più maneggevoli però si trova in difficoltà, non riuscendo a inquadrarle agevolmente. Prima di sparare deve scoprire i cannoni dalle loro protezioni, perdendo un paio di secondi. Unità Core equivalente: Thud, che non deve scoprire i cannoni risultando così più efficace.
- Jethro - robot antiaereo, dotato anche di buone capacità offensive sulla lunga distanza grazie alla potenza dei suoi veloci missili, tuttavia viene superato sia dal Rocko in potenza sia dal Samson (vedi dopo) in corazzatura: non è infatti molto resistente, dunque è bene evitare di esporlo troppo negli scontri terrestri. Il Jethro è eccellente contro le unità al suolo, data la grande gittata dei missili e la loro precisione. Unità Core equivalente: Crasher.

#### K-Bot di 2º livello
- Zipper - robot adatto alla guerriglia e agli attacchi mordi e fuggi grazie alla sua velocità e alla discreta potenza del suo laser, negli assalti principali soffre però la sua fragilità; può però essere utilizzato per azioni diversive in cui attirare fuori dalla base unità difensive nemiche mentre il grosso dell'esercito si dirige verso un altro punto, oppure colpire a tradimento in un punto poco sorvegliato proprio mentre l'esercito principale concentra su di sé il fuoco nemico. In gruppo possono essere letali. Unità Core equivalente: nessuna.
- Eraser - questo robot è privo di armi, ma con il suo disturbatore di comunicazioni occulta in un breve raggio le unità alleate al nemico. Può essere utile per colpire di sorpresa il nemico. Unità Core equivalente: Spectre.
- Fido - un bizzarro robot quadrupede d'assalto, buona scelta per ogni esercito che si rispetti per la sua alta potenza di fuoco a corto e lungo raggio combinata con la sua buona manovrabilità. Non è troppo resistente ad ogni modo, ma abbastanza per guadagnarsi un posto di rispetto. In definitiva può essere considerato una versione a quattro zampe di un carro armato, seppure i veri carri possono essere una scelta migliore. Unità Core equivalente: The Can, di incredibile lentezza ed armato con un potente laser di scarsa gittata.
- Invader - questo curioso robottino insettoide avanza lentamente verso le linee nemiche per poi auto-detonarsi danneggiando gravemente qualunque cosa si trovi nelle vicinanze. È tuttavia estremamente vulnerabile durante il tragitto, ragion per cui ogni attacco di questi piccoli ragnetti va pianificato attentamente. Molto interessanti nelle missioni marine. Possono anche essere utilizzati in combinazione con un'unità da trasporto e il comando di auto-distruzione. Unità Core equivalente: Roach.
- Zeus - lo Zeus avanza lento ed inesorabile verso il nemico, per poi puntarlo con il suo fucile a fulmini dall'elevato potere distruttivo. Pur essendo discretamente robusto, la sua lentezza nel mirare e la sua eccessiva scarsa manovrabilità lo rendono fin troppo vulnerabile in schermaglie contro unità più leggere e veloci. Nelle grosse battaglie dove la confusione limita gli ordini di movimento alle truppe e i rottami intralciano i percorsi lo Zeus riesce a dare il meglio di sé, ma spesso sono preferibili altre unità. Unità Core equivalente: Pyro, più veloce e armato di lanciafiamme.

#### Veicoli di 1º livello
- Jeffy - quattroruote ricognitore dotato di scarse capacità offensive e corazza molto sottile, si rivela però prezioso per monitorare in pattugliamento una zona. Totalmente inutile in combattimento. Unità Core equivalente: Weasel.
- Flash - carro armato leggero dotato di due mitragliatrici, molto buono per attacchi mordi e fuggi data la sua relativa velocità. Comunque la sottile corazzatura si rivela un deficit che, nelle fasi avanzate del gioco, decreta l'obsolescenza di questa unità. Unità Core equivalente: Instigator, equipaggiato con un singolo cannone laser.
- Stumpy - carro leggero, più lento del Flash ma più potente grazie al suo cannone leggero al plasma, la cui caratteristica più apprezzabile è la capacità di sparare anche al di là di eventuali ostacoli. Nelle prime fasi di una partita se usato in combinazione con il suo compagno più veloce può assorbire il grosso dei danni in una sortita mentre i Flash cercano di penetrare le difese nemiche, oppure può sferrare il colpo decisivo mentre i Flash distraggono le unità nemiche e le evitano con la propria velocità. Unità Core equivalente: Raider.
- Samson - fondamentale unità lanciamissili, capace di offrire un potente supporto a lungo raggio ed una consistente difesa antiaerea. La sua natura veicolare rende il Samson superiore al Jethro per ovvi motivi di velocità e mobilità; rispetto ad esso, inoltre, i suoi missili sono più precisi. Molto utile nelle ritirate. Unità Core equivalente: Slasher.

#### Veicoli di 2º livello
- Bulldog - il veicolo di punta dell'Arm, questo carro pesante è ottimo per assorbire i colpi dei nemici grazie alla sua robusta corazza, ed i suoi due cannoni ad alto potenziale lo rendono anche un'importante unità offensiva. Unità Core equivalente: Reaper e Goliath, una versione super pesante dotata di un solo cannone particolarmente distruttivo che può danneggiare anche le unità nelle immediate vicinanze (comprese quelle amiche).
- Triton - carro pesante anfibio non particolarmente potente rispetto ad altre unità, ma adatto per assalti improvvisi via mare, soprattutto in gruppo dove risulta molto efficace. È estremamente vulnerabile agli attacchi sottomarini e alle cariche di profondità. Unità Core equivalente: Crock.
- Luger - artiglieria mobile ad alto potenziale, importante supporto a lungo raggio, da evitare l'eccessiva esposizione perché è poco robusta. Unità Core equivalente: Pillager.
- Spider - una strana unità sperimentale a forma di ragno, dotata di un laser paralizzante il cui scopo è di bloccare i nemici non tanto per guadagnare la superiorità numerica sul campo, quanto per poterli catturare con il comandante. Sono molto vulnerabili. Unità Core equivalente: nessuna.
- Jammer - disturbatore radar mobile, più utile dell'Eraser essendo motorizzato. Unità Core equivalente: Deleter.
- Merl - importantissima unità d'assalto a lungo raggio, questo lanciamissili attacca dalle retrovie causando gravi danni da una distanza sicura. Va protetto da incursioni nemiche perché è fragile, e soprattutto le unità aeree distruggono i Merl con una facilità impressionante. Impiega un po' di tempo a ricaricare e a sparare. Unità Core equivalente: Diplomat.

#### Navi di 1º livello
- Skeeter - motonave da ricognizione, diventa abbastanza inutile nelle fasi avanzate di gioco quando entrano in scena unità ben più potenti, eccetto che per le sue limitate capacità anti-aeree. È sprovvisto di difese anti-sottomarine. Unità Core equivalente: Searcher.
- Crusader - cacciatorpediniere di base della marina dell'Arm, in gruppi numerosi è una forza d'attacco da non sottovalutare. Non molto resistente contro i bombardamenti alla lunga gittata, è però dotato di torpedini contro i sottomarini. Unità Core equivalente: Enforcer.
- Lurker - unità molto importante se correttamente utilizzata: questo sottomarino sa essere molto dannoso, e in gruppi è assolutamente letale. Non è molto robusto, per cui non va lanciato alla cieca, altrimenti si rischia di perderne un'intera squadra contro cacciatorpediniere nemici. Unità Core equivalente: Snake.
- Hulk - niente più che un semplice trasporto pesante, abbastanza ingombrante e vulnerabile ma capace di traghettare una considerevole forza d'invasione al di là di un tratto di mare. Unità Core equivalente: Envoy.

#### Navi di 2º livello
- Conqueror - incrociatore molto più potente e capace di sparare da una gittata maggiore del Crusader, dotato anch'esso di capacità anti-sottomarino, ma anche più costoso. Unità Core equivalente: Executioner.
- Ranger - un'altra nave molto utile, la fregata Ranger è dotata di un lanciamissili, adatto più che altro contro gli aerei che contro le navi, ed uno scompartimenti di missili a lunga gittata analogo a quello del Merl, il che rende quest'unità molto utile in fase di assedio. Unità Core equivalente: Hydra.
- Piranha - sottomarino predatore, eccellente per eliminare altri sottomarini ma non molto utile per il resto. Unità Core equivalente: Shark.
- Colossus - portaerei capace di riparare due unità aeree alla volta, dotata di un generatore di energia interno (in teoria per compensare la spesa nelle riparazioni) e di un radar a lungo raggio. Questa nave è sprovvista di qualsiasi protezione per cui va tenuta nelle retrovie e protetta dagli attacchi nemici perché è troppo costosa per venire persa avventatamente. Unità Core equivalente: Hive.
- Millennium - corazzata dall'elevato potere distruttivo dovuto alle sue due potenti batterie trinate, indipendenti l'una dall'altra, è però lenta, poco efficace a corto raggio e vulnerabile ai sottomarini e agli aerei, per cui necessita di una protezione costante. Inoltre il suo costo altissimo la rende poco sacrificabile. Unità Core equivalente: Warlord, che rinuncia ad una batteria di cannoni per montare una torretta laser pesante utile come protezione a corto raggio ed anche antiaerea.

#### Aerei di 1º livello
- Peeper - ricognitore molto veloce, resistente come un guscio d'uovo e totalmente disarmato. Unità Core equivalente: Fink.
- Atlas - aereo da trasporto, da utilizzare con attenzione perché molto vulnerabile, soprattutto quando trasporta un'unità. Unità Core equivalente: Valkyrie.
- Freedom Fighter - unità aerea di base dell'Arm, questo caccia è veloce, potente, manovrabile e relativamente economico, fondamentale per ottenere la superiorità aerea e capace anche di attacchi al suolo con i suoi missili (tuttavia non è molto efficace in questo ruolo). In sciami è molto pericoloso. Unità Core equivalente: Avenger.
- Thunder - bombardiere vulnerabile dotato di un modesto carico, potente soprattutto se in gruppi. Dimostra una certa imprecisione nel bombardamento di unità mobili. Unità Core equivalente: Shadow, dotato di un carico di bombe superiore.

#### Aerei di 2º livello
- Brawler - cannoniera volante le cui mitragliatrici alari sono particolarmente dannose in gruppo. Quando attacca, il Brawler si mantiene fisso sul bersaglio come un elicottero, ma al contempo vira a destra e a sinistra per evitare i colpi nemici. Efficace nelle azioni di disturbo e nelle schermaglie contro unità indifese dagli attacchi dall'alto, assolutamente inutile contro altri aerei. Unità Core equivalente: Rapier, dotato però di razzi che volendo possono essere adoperati anche contro gli aerei.
- Phoenix - bombardiere strategico dalle potenzialità più alte del Thunder, anche se ancora più vulnerabile. È dotato però di un leggero laser antiaereo, molto interessante anche se non sempre efficace. Unità Core equivalente: Hurricane.
- Lancet - aereo silurante di grande importanza nelle missioni marine, non è assolutamente adatto per attacchi al suolo. Unità Core equivalente: Titan.
- Hawk - caccia stealth davvero veloce, il che gli consente di evitare la maggior parte dei missili e di sopravanzare qualunque altro aereo nel dogfight. Tuttavia, è molto costoso. Unità Core equivalente: Vamp.

#### Torrette
- Torretta laser leggera - laser leggero e prima difesa ad essere costruita, utile contro unità poco corazzate grazie alla sua altissima velocità di fuoco, ma vittima designata nelle fasi più avanzate del gioco quando gli assalti si fanno più pesanti e si necessita di difese più solide. Unità Core equivalente: L.L.T..
- Sentinel - laser pesante binato a medio raggio dalla cadenza di fuoco molto buona, anche se non paragonabile a quella della LLT. Molto potente, anche se non immediata da costruire. Unità Core equivalente: Gaat Gun, con apparato di fuoco trinato.
- Defender - torretta lanciamissili micidiale come contraerea ma abbastanza scadente contro unità terrestri anche mediamente corazzate. Lo svantaggio è la sua eccessiva fragilità, compensata ampiamente dal basso costo e dalla velocità di produzione. Trincerarsi interamente dietro queste torri rende molto difficili gli assalti per il nemico, ma un attacco pesante a lunga gittata può spazzare via facilmente una fila di Defender. Unità Core equivalente: Pulverizer.
- Guardian - batteria di cannoni al plasma che, a dispetto del nome e della sua natura, risulta molto utile in fase offensiva, a patto di essere posizionata su un'altura in posizione strategica e mentre il nemico è ancora ignaro della sua costruzione. Rimane comunque ottima anche in difesa, grazie alla sua potenza di fuoco a lungo raggio, tanto da rappresentare un serio pericolo anche per le più grandi navi da guerra; soffre però gli attacchi aerei e non è capace di colpire a distanze troppo ravvicinate o ad alzo zero. Inoltre il doppio cannone è lento a girare, per cui è consigliabile ottimizzare il suo uso ordinandogli di sparare sulle unità nemiche visibili sul radar prima ancora che entrino nel raggio visivo delle proprie forze. Unità Core equivalente: Punisher.
- Annihilator - l'arma difensiva più potente di tutte, questa torre di secondo livello spara un mortale laser blu anche a medio/lungo raggio, capace di annientare in un colpo qualsiasi unità. Per contro, l'Annihilator è costoso, lento a far fuoco, e ancora più lento ad estrarre il cannone dal bunker in cui viene nascosto; inoltre ogni colpo consuma una certa quantità di energia direttamente dalle riserve, per cui troppe di queste torrette possono causare un black out della rete energetica della base. Unità Core equivalente: Doomsday Machine, dotata di diversi cannoni laser.
- Big Bertha - l'artiglieria definitiva. Non è assolutamente una torre difensiva, quanto un grosso cannone dalla gittata chilometrica. Ogni colpo consuma energia e ci vuole tempo a ricaricare e a brandeggiare la canna, inoltre la costruzione di uno solo di queste massicce armi è un lungo e costoso sforzo. Tuttavia, una volta in funzione, il Big Bertha può spazzare via una base nemica al lato opposto dello scenario semplicemente cliccando sulle unità segnate dal radar sulla mappa. Unità Core equivalente: Intimidator.

#### Altro
- Denti del drago (dragon's teeth) - queste barriere abbastanza solide svolgono il compito di ostacolare l'avanzata nemica e limitare la mobilità delle unità più veloci. Per poter gestire al meglio le proprie forze l'avversario dovrà per forza bersagliare questi ostacoli, ma in ogni caso i denti del drago non sono determinanti negli esiti di una battaglia. In fila possono essere una barriera efficace contro il fuoco nemico, però.
- Sito nucleare - Il nome dice tutto; lento a costruire il missile (che è abbastanza costoso) e lento a colpire risulta però determinante contro le basi non protette. Unità Core equivalente: *Silencer.
- Protector - sistema missilistico contro le armi nucleari. Ciascun missile va costruito prima di poter essere utilizzato.

#### Unità sbloccabili
- Penetrator: carro armato pesante e di grandi dimensioni, è dotato di un'arma a energia uguale a quella dell'Annihilator, ma con una cadenza di fuoco inferiore. Necessita inoltre di protezione contro gli attacchi aerei.
- Panther: carro armato con buona mobilità e corazza, è equipaggiato con un cannone a fulmini e di una utile torretta antiaerea. Un grosso gruppo di Panther non necessita di protezione aerea ed è un difficile bersaglio per i velivoli nemici.
- Falange: veicolo a sei ruote equipaggiato con un complesso antiaereo, utile per fornire appoggio tattico alle truppe e ai mezzi durante una battaglia; attenzione però a non esporlo al fuoco nemico. Unità covalente: Testa di Rame.
- Shooter: un K-Bot dalle forme umanoidi armato di un fucile di precisione ad energia mortalmente preciso e distruttivo. Non deve essere però esposto troppo al fuoco nemico. Unità covalente: Sumo, un mastodontico Kbot dai movimenti pachidermici ma dotato di una corazza particolarmente spessa e di apparato di fuoco laser binato, utile anche contro gli aerei più lenti.
- Warrior: K-Bot simile a un grosso Peewee, è equipaggiato con due armi: una mitragliatrice e un mortaio. La corazzatura non è molto resistente. In gruppi è un avversario da non sottovalutare.
- Flakker: un micidiale cannone antiaereo pesante binato, che grazie alla velocità dei suoi colpi al plasma può disintegrare intere formazioni di aerei. Unità covalente: Cobra.

### Battaglie aeronavali
Le innovazioni a cui precedentemente si è accennato risultavano evidenti negli scontri navali ed aerei: rispetto alla macchinosità con cui precedenti RTS gestivano l'intervento di forze aeree (vedi ancora C&C), Total Annihilation lasciava una libertà di utilizzo dei velivoli e delle navi, nonché una varietà dei medesimi, allora senza precedenti, permettendo azioni combinate di forze di tipo diverso.
Il limite del titolo, comune ad altri RTS, è nella gestione di ampie schiere di unità di diverso tipo, in cui per gli scontri decisivi si finisce per ripiegare o su attacchi di massa con ampie perdite sul campo, oppure su azioni fulminee di piccoli gruppi meglio controllabili (robot veloci come gli Zipper o squadriglie di elicotteri) con missioni specifiche.

## Motore grafico
Rispetto ai predecessori il gioco vanta un motore grafico dettagliatissimo in cui sia il terreno che le unità vengono rese nelle tre dimensioni, pur lasciando inalterata la visuale fissa a volo d'uccello allora segno distintivo del genere. Il terreno in 3D influisce anche sull'azione di gioco: realisticamente, una posizione più elevata garantisce una visuale maggiore ed una maggiore capacità di attacco e di difesa contro le unità più a valle, tanto che poche unità o torrette difensive in punti strategici potevano fare la differenza.
Gli effetti luce come le esplosioni sono particolarmente ben resi, così come gli elementi del terreno come gli alberi, che esplodono letteralmente ai colpi di artiglieria oppure prendono fuoco lasciando sul terreno i tronchi abbrustoliti. La distruzione di una unità lascia sul campo il relativo rottame (anche in mare), da cui si può estrarre metallo (o dietro cui, eventualmente barricarsi), tanto che i campi di battaglia più contesi arrivano ad essere sommersi di ferraglia.

## Multiplayer
Dato il ruolo chiave del Comandante nel gioco e la necessità di mantenerlo in vita (anche se questa regola poteva essere disattivata prima di avviare la partita), il multiplayer si trasformava spesso in una vera e propria caccia al Comandante, in cui questo si trincerava nella propria base in attesa degli attacchi in massa di unità nemiche (o di altri Comandanti abbastanza temerari).
Il gioco prevedeva anche l'inserimento in squadre fisse ad inizio partita in alternativa al tutti contro tutti.
Ad oggi l'unico modo per giocare online a Total Annihilation è attraverso GameRanger. A metà 2017 è stato dato avvio alla Total Annihilation Escalation League, una ladder a cui possono partecipare tutti i giocatori. Almeno una volta l'anno, inoltre, viene dato il via a dei campionati con premi in denaro.

## Mod
Total Annihilation ha un ampio numero di giocatori coinvolti in attività di modding che usano il forum ufficiale, www.tauniverse.com, come punto di ritrovo per condividere le loro creazioni e chiedere aiuto.
Sono presenti almeno una decina di mod ufficiali. La più nota risulta essere "Total Annihilation Escalation", che, senza stravolgere l'aspetto originale del gioco, aggiunge numerose funzioni e unità nuove.